# Nicola De Filippis
Nicola De Filippis (Triggiano, 1694 – Triggiano, 3 maggio 1769) è stato un pittore italiano.

## Biografia
Nicola De Filippis nacque a Triggiano nel 1694 da Leonardo e Anna Camilla Manzionna, appartenenti al ceto borghese e terriero locale.
Fu avviato giovanissimo alla carriera ecclesiastica, divenendo sacerdote, e frequentando lo studio di pittura dello zio paterno Vitantonio. A Napoli fu accolto nella bottega di Paolo De Matteis, che nel 1713 operante in Puglia e in particolare a Bari accolse le personali raccomandazioni fatte dal seniore Muzio Gaeta. Del suo periodo napoletano si conosce ben poco, eccetto che dipinse moltissimo, più di quanto viene attestato. Poté tornare in patria nel 1731, quando cominciò a decadere la parentesi della pittura “giordanesca”, in un momento di forte ripresa dell’economia locale sotto gli Asburgo, che gli valse numerose commesse. Una delle prime commesse fu senz’altro la tela della “Madonna del Suffragio (1731)” per l’ampliamento della cappella Musacco, nel complesso di Santa Maria Assunta in Turi. 
Dalle tante opere attribuitegli, spicca l’influsso dell’accademia romana, pervenutagli dal maestro De Matteis, e manifestatasi nella chiarezza e delicatezza della tavolozza utilizzata, in contrasto con l’acceso chiaroscuro del solimena. Tale pittura segnò in Terra di Bari l’apice del cammino artistico di un’intera provincia, i cui massimi esempi sono decorazione dei vasto controsoffitto a lacunari della chiesa matrice di Triggiano, firmata e datata (1746), e l'immenso telone, ora conservato presso l'università di Bari, raffigurante le Anime purganti e proveniente dalla chiesa del Purgatorio di Bitritto.
Attivo sino a tarda età, la morte lo colse in Triggiano 3 maggio 1769.

## Opere
A Napoli lavorò nella Chiesa Santa Margheritella, nella Chiesa del Gesù vecchio e nel Palazzo Calabritto.

### In Terra di Bari
A Bari dipinse la Tela di "S. Chiara adorante la Trinità" già sull'altare maggiore della  Chiesa di Santa Chiara.
A Triggiano dipinse nella "Chiesa di Santa Maria Veterana", un vasto controsoffitto a lacunari con quattro grandi tele centrali raffiguranti le "Storie della Vergine", e altre minori di forma mistilinea, con i Santi evangelisti fra i quali, notevole, è il "San Luca Evangelista". Altre tele ivi dipinte sono “la Predica di s. Vincenzo Ferreri”, "Mosè che fa scaturire l'acqua dalla sorgente"  e un’affollata “Moltiplicazione dei pani”. In altra chiesa a Triggiano dopo restauro è stata trovata una tela di "Santa Lucia".
A Bitritto, nella Chiesa del Purgatorio, il telone raffigurante le "Anime purganti" oggi conservato presso l'Università di Bari.
A Rutigliano nel complesso ex conventuale di S. Domenico, una pala d'altare di "S. Vincenzo";
A Turi nel Complesso di Santa Maria Assunta, una tela della "Madonna del Suffragio".

### In Terra di Taranto
A Mottola, nella Chiesa della Beata Vergine del Carmelo, gli viene attribuita la tela raffigurante la Madonna del Carmine con le Anime del Purgatorio.